# ブリティッシュコロンビア州議事堂
ブリティッシュコロンビア州議事堂（ブリティッシュコロンビアしゅうぎじどう）は、カナダのブリティッシュコロンビア州の議事堂。州都ビクトリアにある。 

## 概要
無料で見学できるためビクトリアの観光名所のひとつとなっている。議会は一院制のため議場はひとつである。装飾性の高い華麗な外観で知られており、エンプレスホテルと並んでビクトリア内港のランドマークとなっている。敷地の中にビクトリア女王の銅像と戦没者慰霊碑、トーテムポールがある。
外壁は安山岩でできており粗面積みと彫刻を効果的に組み合わせている。細部の特徴として、ブリティッシュコロンビア州の創設に貢献した14人の像が彫られている。主な人物はフランシス・ドレーク、ジェームズ・クック、ジョージ・バンクーバー、アレグザンダー・マッケンジー、ジョン・マクローリン、マキナ（ファースト・ネーション酋長）である。ジョージ・バンクーバーの像はドームの上にも設置されている。

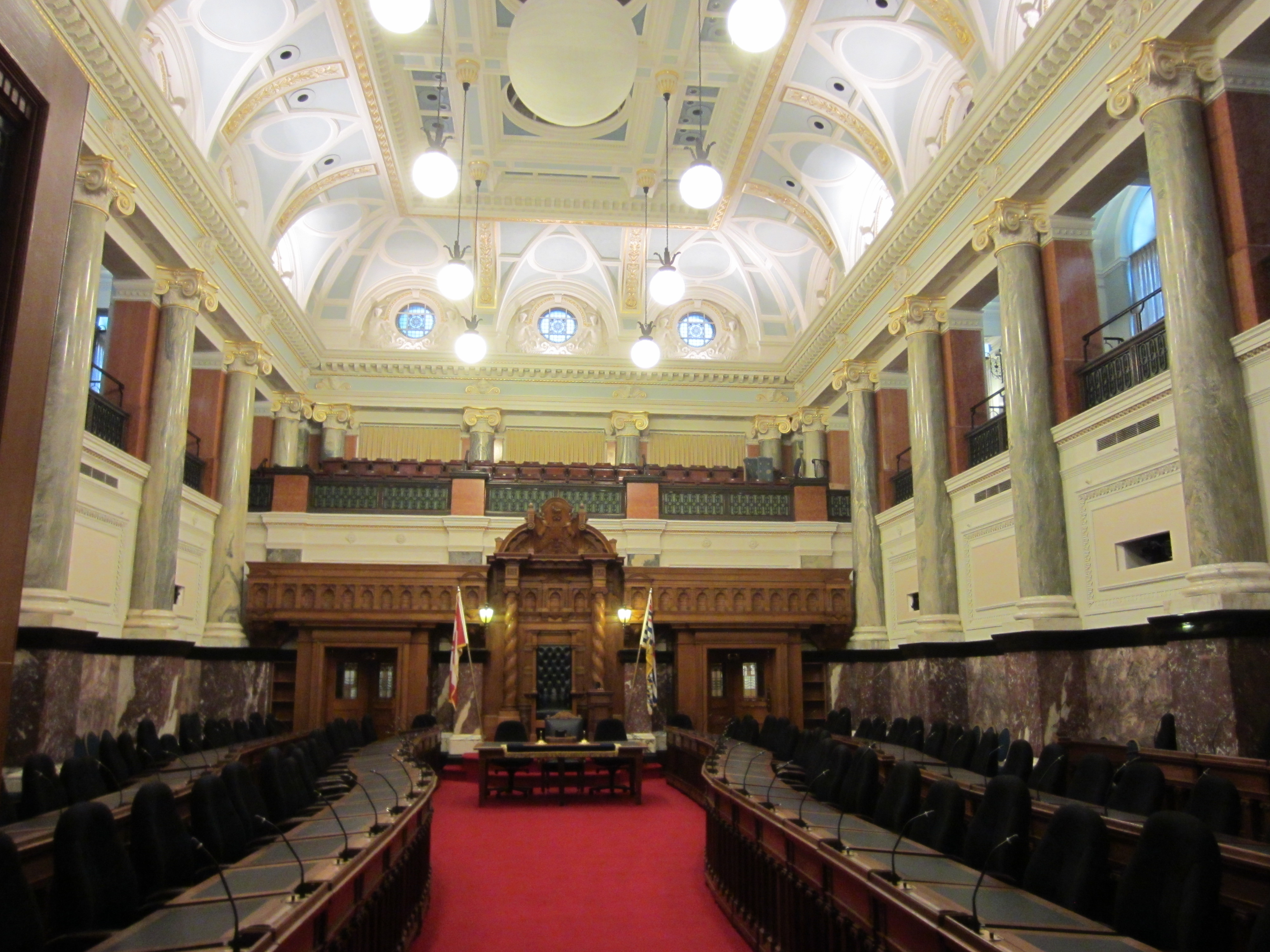
議場
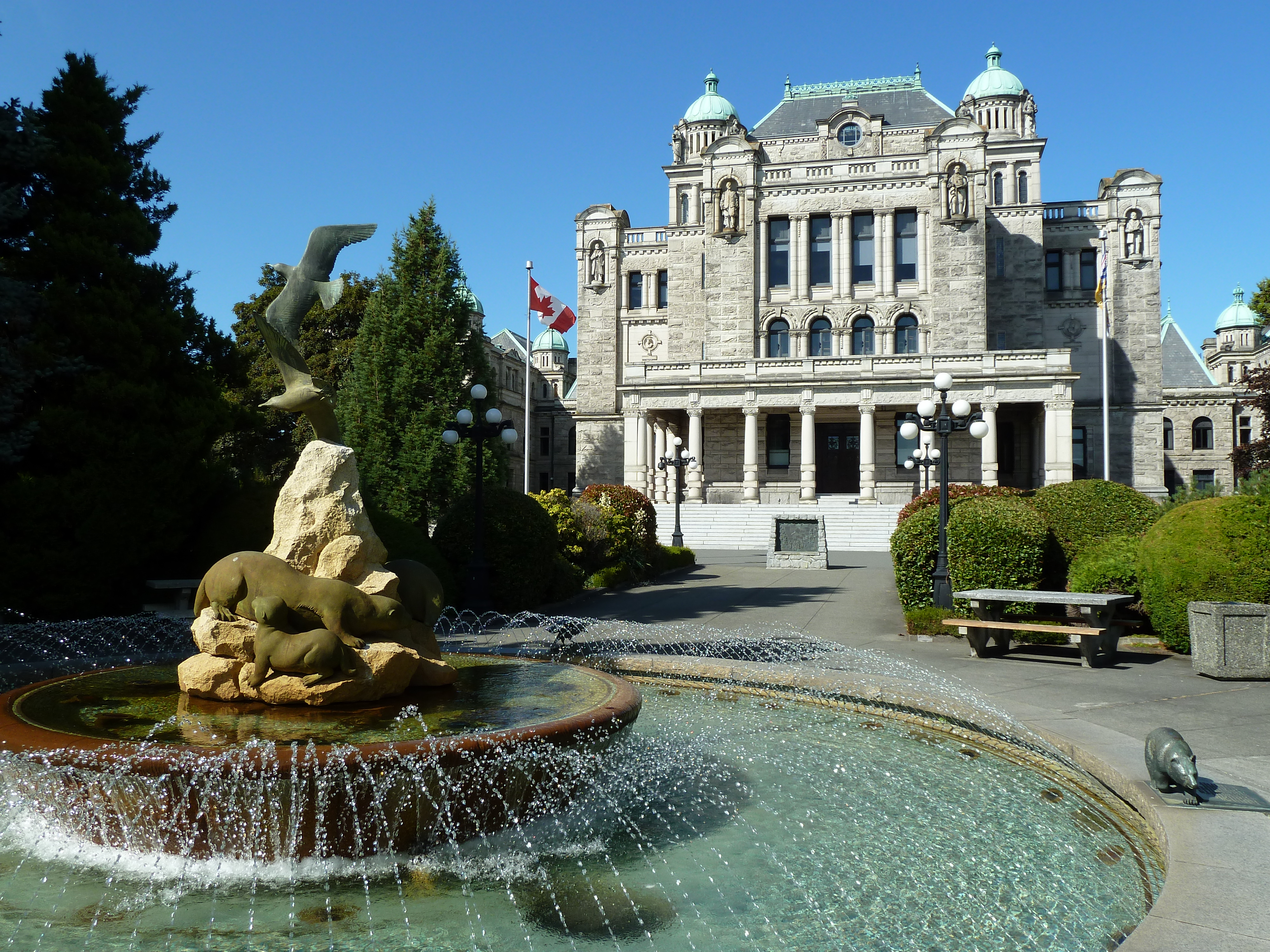
裏口
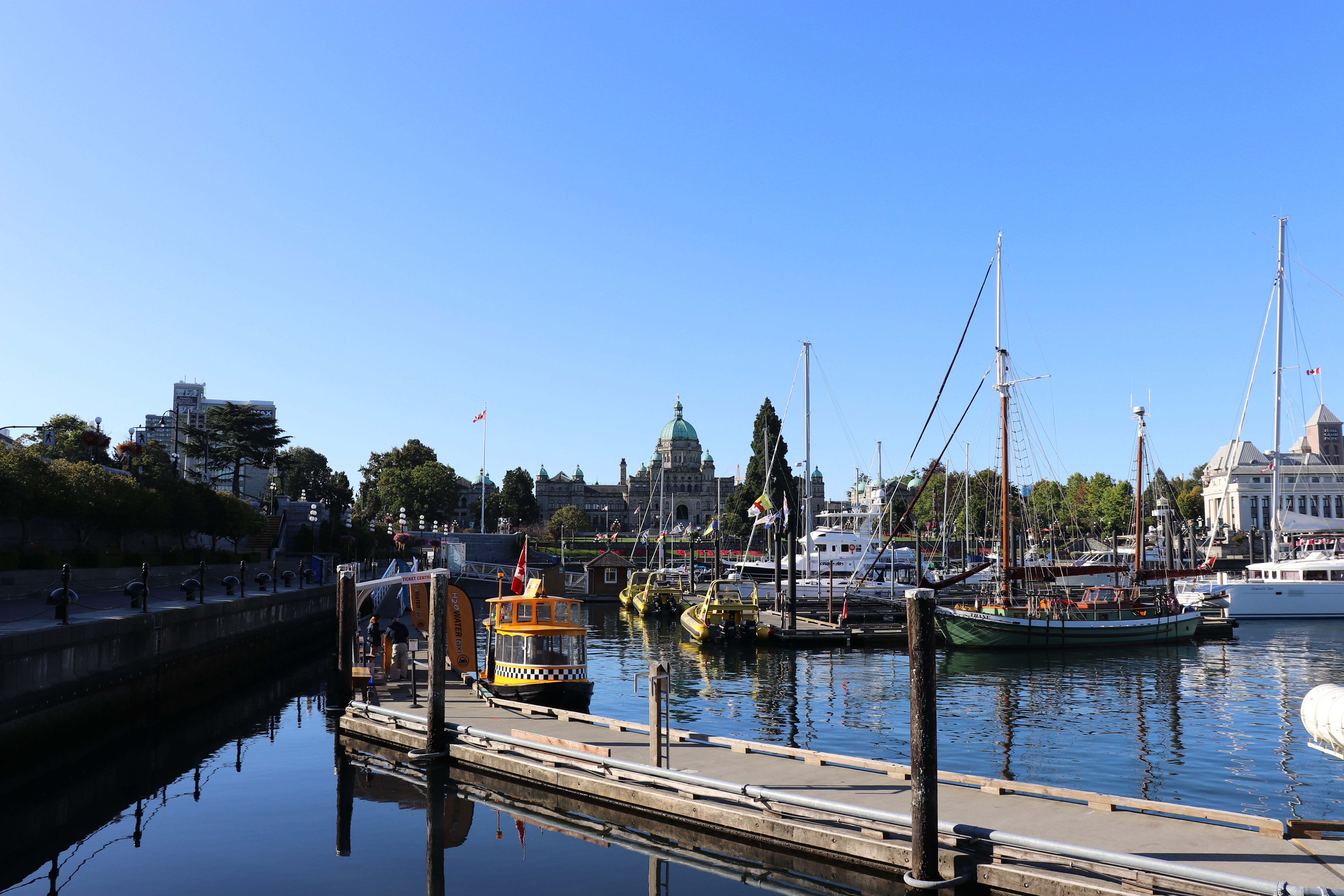
遠景
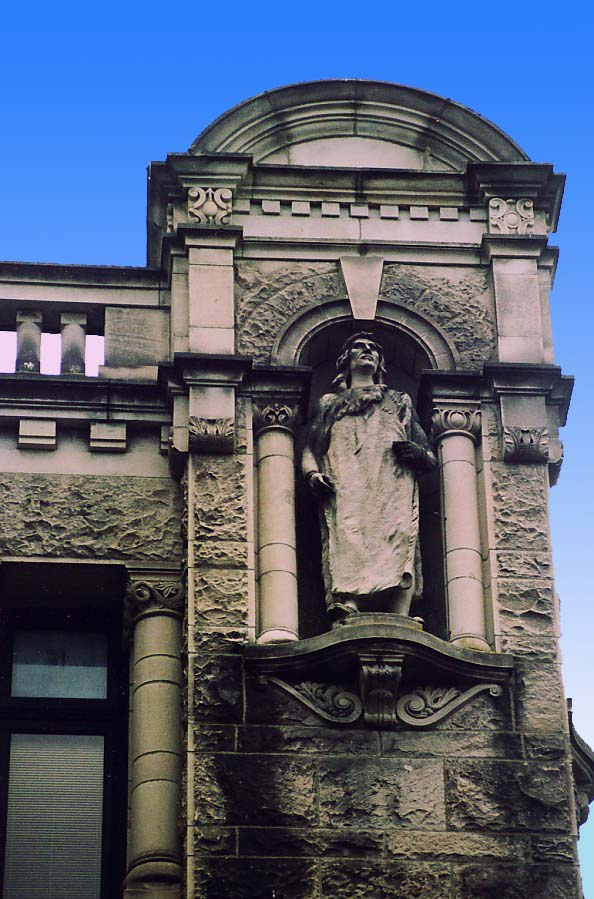
マキナ像